# Philautus hoipolloi
Philautus hoipolloi és una espècie de granota que es troba a Sri Lanka.